# Acrobasis hollandella
Trachycera hollandella is een vlinder uit de familie van de snuitmotten (Pyralidae). De wetenschappelijke naam van deze soort is voor het eerst voorgesteld als Rhodophaea hollandella door Émile Louis Ragonot in een publicatie uit 1893.
De soort komt voor in Japan.